# Lista siturilor arheologice din județul Teleorman - T
Lista siturilor arheologice din județul Teleorman - T conține toate siturile arheologice din județul Teleorman înscrise în Repertoriul Arheologic Național (RAN) și aflate în localități al căror nume începe cu litera T. RAN este administrat de Ministerul Culturii și Patrimoniului Național și cuprinde date științifice, cartografice, topografice, imagini și planuri, precum și orice alte informații privitoare la zonele cu potențial arheologic, studiate sau nu, încă existente sau dispărute.
Puteți căuta un sit din localitățile care încep cu litera T folosind formularul de mai jos sau puteți naviga prin toate siturile din județ la Lista siturilor arheologice din județul Teleorman.
| Cod RAN                                   | Denumire | Localitate                                      | Adresă                      | Datare                            | Descoperit | Coordonate                                    | Imagine           | Erori            |
| ----------------------------------------- | --- | ----------------------------------------------- | --------------------------- | --------------------------------- | ---------- | --------------------------------------------- | ----------------- | ---------------- |
| 152029.01.01 (Cod LMI: TR-I-s-B-14225)    | Așezarea eneolitică de la Tecuci - "La Măgură" / ansamblu anonim (Categorie: locuire civilă) (Tip: Așezare)             | sat Tecuci, comuna Balaci                       | La Măgură/Măgura lui Mieluș |                                   |            | 44°18′50″N 24°52′24″E / 44.31389°N 24.87333°E | Încărcați imagine | Raportați eroare |
| 154763.01.01                              | Tell-ul neolitic de la Trivalea-Moșteni - "La Măgură" / ansamblu anonim (Categorie: locuire civilă) (Tip: Tell)         | sat Trivalea-Moșteni, comuna Trivalea-Moșteni   | La Măgură                   |                                   |            | 44°15′49″N 25°14′09″E / 44.26361°N 25.23583°E | Încărcați imagine | Raportați eroare |
| 154763.02.01 (Cod LMI: TR-I-s-B-14228)    | Cetatea Latene de la Trivalea-Moșteni - "La Palancă" / ansamblu anonim (Categorie: locuire civilă) (Tip: Cetate)        | sat Trivalea-Moșteni, comuna Trivalea-Moșteni   | La Palancă                  | geto-dacică sec. IV - III a. Chr. |            | 44°15′28″N 25°13′09″E / 44.25778°N 25.21917°E | Încărcați imagine | Raportați eroare |
| 151692.01.01 (Cod LMI: TR-I-s-A-14229)    | Cetatea Medievală Turnu de laTurnu Măgurele / ansamblu Cetatea Turnu (Categorie: locuire civilă) (Tip: Cetate)          | municipiul Turnu Măgurele                       | Cetatea Turnu               | sec. XIV                          |            | 43°43′10″N 24°51′45″E / 43.71944°N 24.8625°E  | Încărcați imagine | Raportați eroare |
| 154763.03.01 (Cod LMI: TR-I-s-B-14226)    | Așezarea de la Trivalea-Moșteni- Blidaru / ansamblu anonim (Categorie: locuire civilă) (Tip: Așezare)                   | sat Trivalea-Moșteni, comuna Trivalea-Moșteni   | Blidaru                     |                                   |            |                                               | Încărcați imagine | Raportați eroare |
| 154763.04.01 (Cod LMI: TR-I-m-B-14227.01) | Situl arheologic de la Trivalea-Moșteni- Blidaru / ansamblu anonim (Categorie: locuire civilă) (Tip: Așezare)           | sat Trivalea-Moșteni, comuna Trivalea-Moșteni   | Blidaru                     |                                   |            |                                               | Încărcați imagine | Raportați eroare |
| 154763.04.02 (Cod LMI: TR-I-m-B-14227.02) | Situl arheologic de la Trivalea-Moșteni- Blidaru / ansamblu anonim (Categorie: locuire civilă) (Tip: Tell)              | sat Trivalea-Moșteni, comuna Trivalea-Moșteni   | Blidaru                     |                                   |            |                                               | Încărcați imagine | Raportați eroare |
| 154674.01.01                              | Curtea întărită a Bălăcenilor de la Tătărăștii de Sus-La ziduri / ansamblu anonim (Categorie: locuire) (Tip: curte)     | sat Tătărăștii de Sus, comuna Tătărăștii de Sus | La ziduri                   | sec. XVI sec. XVI                 |            |                                               | Încărcați imagine | Raportați eroare |
| 154674.01.02                              | Curtea întărită a Bălăcenilor de la Tătărăștii de Sus-La ziduri / ansamblu anonim (Categorie: locuire) (Tip: biserică)  | sat Tătărăștii de Sus, comuna Tătărăștii de Sus | La ziduri                   |                                   |            |                                               | Încărcați imagine | Raportați eroare |
| 154674.01.03                              | Curtea întărită a Bălăcenilor de la Tătărăștii de Sus-La ziduri / ansamblu anonim (Categorie: locuire) (Tip: necropola) | sat Tătărăștii de Sus, comuna Tătărăștii de Sus | La ziduri                   |                                   |            |                                               | Încărcați imagine | Raportați eroare |
| 154674.01.04                              | Curtea întărită a Bălăcenilor de la Tătărăștii de Sus-La ziduri / ansamblu anonim (Categorie: locuire) (Tip: Locuință)  | sat Tătărăștii de Sus, comuna Tătărăștii de Sus | La ziduri                   | sec. XIX-XX                       |            |                                               | Încărcați imagine | Raportați eroare |